# Эскадренные миноносцы проекта 956-Э
Эскадренные миноносцы проекта 956-Э — тип эскадренных миноносцев третьего поколения. Эскадренные миноносцы проекта 956-Э были построены на судостроительном заводе «Северная верфь» на основе двух уже заложенных корпусов эскадренных миноносцев проекта 956 по заказу Военно-морских сил Народной Освободительной Армии Китайской Народной Республики.

## История строительства
В соответствии с утверждённой программой строительства эскадренных миноносцев проекта 956 для Военно-Морского Флота СССР и государственным оборонным заказом Главное управление кораблестроения ВМФ Министерства обороны СССР заключило с судостроительным заводом № 190 им. А. А. Жданова договоры от 13 февраля 1987 года (№ 215-А/288-87) и от 21 ноября 1988 года (№ 208-А/300-88) на строительство двух эскадренных миноносцев с заводскими № 878 и 879 соответственно.
После преобразования ССЗ № 190 в АООТ «Северная верфь» строительство обоих кораблей продолжалось (исключительно за счёт средств федерального бюджета, выделенных в соответствии с государственным оборонным заказом). «В соответствии с заключёнными договорами, все выполненные технологические этапы принимались военным представительством № 320 Министерства обороны Российской Федерации,
передавались на ответственное хранение предприятию и оплачивались за счёт средств федерального бюджета по государственному оборонному заказу заказчиком — Управлением кораблестроения ВМФ Министерства обороны Российской Федерации».
28 февраля 1997 года во исполнение решения Арбитражного суда г. Санкт-Петербурга и Ленинградской области от 17 апреля 1995 года о взыскании с АООТ «Северная верфь» в пользу АООТ «Брянский машиностроительный завод» долга за выполненные работы на сумму 7,118 млрд рублей судебным исполнителем Кировского федерального суда Санкт-Петербурга были оформлены акты описи и ареста незавершённого производства АООТ «Северная верфь» в виде двух эсминцев проекта 956, неоконченных строительством. При описи имущества «в актах не были указаны полные перечни комплектации незавершенного производства,
его техническое состояние, перечень выполненных работ по строительству этих кораблей, а также степень готовности описанных военных кораблей».[значимость факта?]
Балансовая стоимость корпуса № 878 составляла 31,247807 млрд рублей, а по оценке судебного исполнителя на основании визуального контроля — 2,072676 млрд рублей. Балансовая стоимость второго корабля составляла 9,780340 млрд рублей, а по оценке судебного исполнителя на основании визуального осмотра — 1,037634 млрд рублей.[значимость факта?]
Арестованное имущество должно было быть продано под контролем судебного исполнителя по договору купли-продажи. Денежные средства от продажи должны были быть перечислены на расчётный счет Кировского федерального суда г. Санкт-Петербурга. В актах описи и ареста, несмотря на тот факт, что недостроенные эскадренные миноносцы являлись предметом действовавшего государственного контракта на постройку боевых кораблей и строились исключительно за счет средств федерального бюджета, отмечалось, что арестованные корабли не обременены претензиями третьих лиц.[значимость факта?]
По результатам проведения проверки Счётной палатой арест был признан незаконным, так как согласно Указу Президента Российской Федерации от 14 февраля 1996 года № 199 «О некоторых мерах по реализации решений об обращении взыскания на имущество организаций» (п. 7) «арест может быть наложен только на имущество должника, принадлежащее ему на праве собственности или хозяйственного ведения, а также оперативного управления (за исключением имущества учреждений и объектов, изъятых из оборота либо ограниченного в обороте), независимо от того, где и в чьём фактическом пользовании оно находится».[значимость факта?]

## Продажа на экспорт
В 1997—2000 годах два корпуса эсминцев проекта 956 (№ 878 «Екатеринбург» — бывший «Важный» и № 879 «Александр Невский» — бывший «Вдумчивый») были достроены по проекту 956-Э и поставлены ВМС НОАК Китайской Народной Республики. Технический проект эскадренного миноносца проекта 956Э был откорректирован «Северным ПКБ»; также были разработаны новые рабочие чертежи, необходимые для строительства кораблей по изменённому проекту.
Контракт на продажу кораблей, построенных по этому проекту, был подписан 19 ноября 1997 года, а уже в декабре 1999 года первый эсминец был сдан комиссии, а затем передан китайскому экипажу под названием «Ханчжоу» (б/н 136). Второй корабль, «Фучжоу» (б/н 137), был передан китайскому экипажу в декабре 2000 года. По своим тактико-техническим характеристикам и конструкции проект 956Э почти полностью повторяет проект 956. Изменения затронули только состав вооружения, выполненный в экспортном исполнении и главную энергетическую установку.

## Представители
| Название             | Заложен      | Спуск на воду  | Швартовые испытания | Заводские ходовые испытания | Государственные испытания | Дата подписания приёмного акта | Статус                              |
| -------------------- | ------------ | -------------- | ------------------- | --------------------------- | ------------------------- | ------------------------------ | ----------------------------------- |
| «Ханчжоу» «Важный»   | август 1987  | 27 мая 1994    | 16 февраля 1999     | 19 июля 1999                | 13 августа 1999           | 25 декабря 1999                | В составе Восточного флота ВМС НОАК |
| «Фучжоу» «Вдумчивый» | февраль 1988 | 16 апреля 1999 | 10 февраля 2000     | 27 июня 2000                | 21 июля 2000              | 25 ноября 2000                 | В составе Восточного флота ВМС НОАК |